# Roger Mortimer (1er comte de March)
Pour les articles homonymes, voir Roger Mortimer.
Roger Mortimer (25 avril 1287 – 29 novembre 1330), 3e baron Mortimer de Wigmore et 1er comte de March, est un important et puissant seigneur anglais des Marches galloises. Descendant d'un des compagnons normands de Guillaume le Conquérant, il hérite à la mort de son père Edmond Mortimer en 1304 de plusieurs possessions importantes au pays de Galles et en Irlande. Mortimer acquiert en outre de nombreux autres domaines au pays de Galles et en Irlande grâce à son avantageux mariage avec Jeanne de Geneville, 2e baronne Geneville. Il consacre une grande partie de sa carrière militaire en Irlande, où il défend le patrimoine de son épouse face aux prétentions de ses rivaux locaux et s'oppose à l'invasion écossaise menée par Édouard Bruce. Ainsi, en 1316, il est nommé Lord lieutenant d'Irlande par le roi Édouard II et parvient au bout de deux ans d'efforts incessants à expulser les Écossais d'Irlande et à restaurer la paix dans ses terres.
Initialement partisan de la politique menée par le roi Édouard, Roger Mortimer rallie progressivement l'opposition baronniale à partir de 1320. Il devient rapidement un adversaire implacable d'Hugues le Despenser le Jeune, le nouveau favori royal, et impose son bannissement perpétuel en 1321. Mais, isolé et vaincu par les troupes royales, Roger est contraint de capituler dès l'année suivante et est emprisonné à la tour de Londres pour haute trahison. En 1323, il parvient à s'enfuir en France, où il est rejoint deux ans plus tard par l'épouse d'Édouard II, Isabelle de France, qui conclut avec lui une alliance et devient peut-être sa maîtresse. Les deux alliés réunissent à Paris une cour en exil rassemblant les opposants au régime d'Édouard et des Despenser et mènent à l'automne 1326 une invasion victorieuse de l'Angleterre. Mortimer joue un rôle important lors de la destitution d'Édouard II en 1327 et sera plus tard accusé d'avoir manigancé l'assassinat de l'ancien souverain au château de Berkeley.
Durant les trois ans qui suivent la chute d'Édouard II, Roger Mortimer gouverne de facto l'Angleterre aux côtés d'Isabelle. Il se sert de son influence croissante à la cour pour parvenir à ses fins. Ainsi, il est créé comte de March en 1328 et s'empare peu à peu de nombreuses terres, principalement situées dans les Marches galloises, où il cherche à assurer son hégémonie. Mais sa cupidité, son arrogance, sa démesure et sa gestion impopulaire du conflit avec l'Écosse provoquent le mécontentement de la noblesse anglaise, qui fomente plusieurs rébellions et complots contre sa personne. Finalement, las du comportement du favori de sa mère, le jeune Édouard III renverse Mortimer en octobre 1330. Immédiatement incarcéré et accusé de nombreux crimes, le plus notoire étant sans doute d'avoir usurpé le pouvoir royal, Roger Mortimer est condamné à être pendu au gibet de Tyburn et voit l'ensemble de ses biens confisqués par la couronne.

## Biographie

### Origines, jeunesse et mariage
Roger Mortimer est issu de la famille Mortimer, d'origine normande et établie en Angleterre depuis l'avènement de Guillaume le Conquérant au milieu du XIe siècle. Grâce à leur héritage et aux dons du roi Édouard Ier, les Mortimer appartiennent à la fin du XIIIe siècle à l'une des plus nobles familles de barons d'Angleterre. Roger, né le 25 avril 1287, est le fils aîné et l'héritier d'Edmond Mortimer, 2e baron Mortimer de Wigmore, et de son épouse Marguerite de Fiennes. Selon son biographe Ian Mortimer, il est probablement envoyé, encore enfant, pour servir dans la domesticité de son puissant oncle, le baron Roger Mortimer de Chirk, qui s'est illustré lors de la conquête anglaise du pays de Galles en 1282. Comme nombre de jeunes nobles de son époque, Roger est fiancé tôt à Jeanne de Geneville, fille du seigneur décédé Piers de Geneville, et l'épouse le 20 septembre 1301. Jeanne est désignée par son grand-père paternel Geoffroy de Geneville, baron de Trim et de Ludlow, comme sa seule héritière et envoie ses deux sœurs cadettes au prieuré d'Aconbury, situé dans le Herefordshire. À la mort de son père en juillet 1304, Roger est âgé de 17 ans et encore mineur. Son héritage comprend notamment le bastion ancestral de Wigmore, ainsi que d'autres propriétés dans le Herefordshire, le Shropshire, le Gloucestershire, le Worcestershire et le sud de l'Angleterre. Étant également descendant des familles le Maréchal et de Briouze, Mortimer devient un des barons de la pairie d'Irlande en acquérant Dunamase dans le comté de Laois. Mais avant toute chose, Roger détient sept seigneuries importantes dans les Marches galloises : il s'agit de Maelienydd, de Gwerthrynion, de Radnor, de Ceri, de Cedewain, de Narberth et d'un tiers de celle de St Clears Castle. Cependant, sa mère Marguerite a le contrôle d'au moins la moitié de son patrimoine paternel à titre de douaire, et comme elle lui survivra, Roger n'aura jamais la complète jouissance des possessions de son père.
Mortimer vit probablement déjà à la cour du roi Édouard Ier et y reçoit une éducation chevaleresque lorsque son père Edmond meurt à l'été 1304. La tutelle de ses biens jusqu'à ce qu'il atteigne sa majorité de 21 ans est confiée à Pierre Gaveston, le favori gascon du prince de Galles et héritier du trône Édouard de Carnarvon, le futur Édouard II. Mortimer entretient sans doute de bonnes relations avec son tuteur, qui n'a que quatre ans de plus que lui. En avril 1306, Roger reçoit la pleine jouissance de ses terres paternelles, alors qu'il n'est âgé que de 19 ans, mais paie toutefois en compensation à Gaveston la somme de 2 500 marcs. Le 22 mai 1306, il est adoubé par le roi Édouard aux côtés du prince de Galles, de son cousin Edmond FitzAlan et de nombreux autres jeunes nobles du royaume,. Au mois de juin et juillet suivant, Roger participe à l'expédition d'Édouard Ier en Écosse à la suite de l'insurrection de Robert Bruce. Pourtant, à la fin de la campagne, Mortimer, Gaveston et d'autres jeunes chevaliers désertent l'armée anglaise pour se rendre à un tournoi organisé en France. Furieux, le roi confisque les biens des déserteurs et émet des ordres afin de faire procéder à leur arrestation. Gaveston supplie le prince de Galles d'intervenir auprès du roi son père en leur faveur. Secondé par la reine Marguerite, le prince plaide la cause des jeunes chevaliers, qui sont pardonnés et recouvrent leurs possessions en janvier 1307. En février suivant, Mortimer est convié pour la première fois au Parlement sous le titre de baron Mortimer de Wigmore. En décembre 1307, le grand-père de Jeanne, Geoffroy de Geneville, lui transfère le contrôle de ses possessions irlandaises, puis se retire dans un monastère. À sa mort en octobre 1314, Jeanne lui succède suo jure en tant que baronne Geneville, tandis que Roger entre en Irlande en possession du château de Trim et de l'importante seigneurie de Meath. Il devient ainsi l'un des principaux barons d'Irlande. Le patrimoine des Geneville lui permet aussi de renforcer sa puissance territoriale dans les Marches galloises, grâce à l'acquisition des seigneuries d'Ewyas Lacy, de Ludlow et d'autres dans le Shropshire. Mortimer parvient de ce fait à compenser l'absence d'une grande partie de son propre héritage.

### Rôle en Angleterre au début du règne d'ÉdouardII

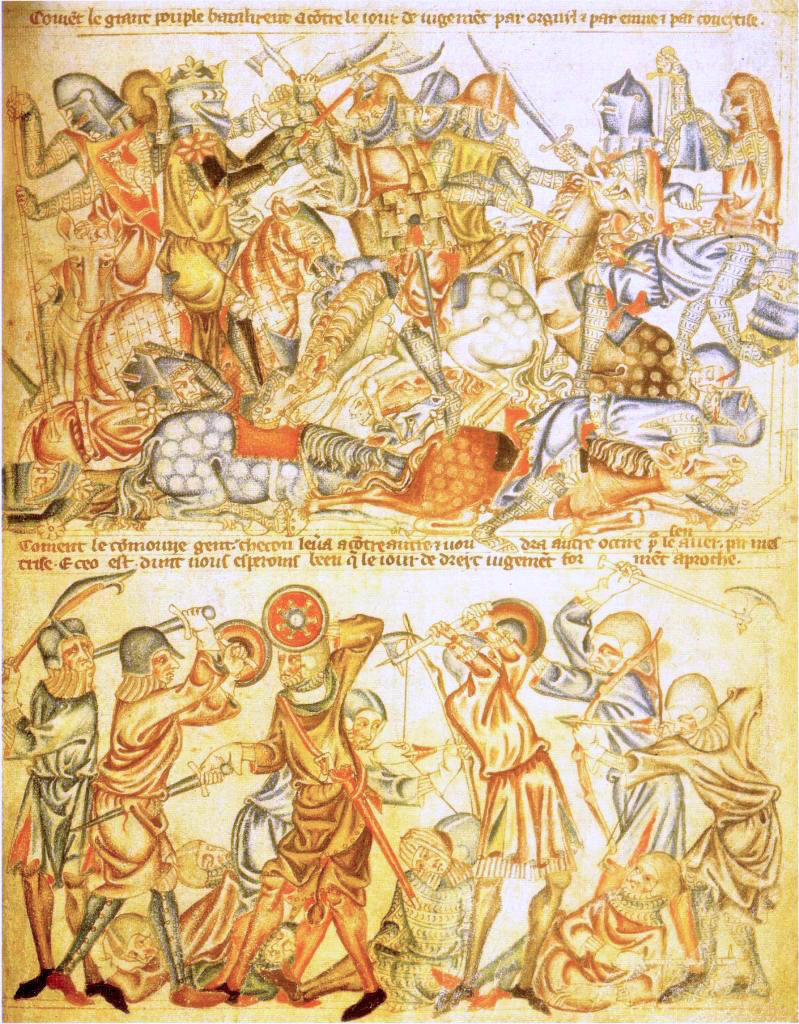
Représentation de la bataille de Bannockburn, à laquelle est fait prisonnier Roger Mortimer, dans la Bible d'Holkham. Illustration datant d'environ 1327-1335.

Du fait de son statut de grand baron du royaume, Roger Mortimer participe activement le 25 février 1308 au couronnement d'Édouard II, monté sur le trône après la mort de son père le 7 juillet 1307. Peu après la cérémonie, alors que de nombreux magnats outrés par l'arrogance de Pierre Gaveston exigent son bannissement, le baron de Wigmore affiche son soutien au roi et à son favori. Le 17 mars, il avoue et défend son amitié avec Gaveston devant le reste des barons, qui obtiennent finalement le 18 mai suivant l'exil du favori royal. À la fin du mois de mars ou au début du mois d'avril 1309, Mortimer participe à un tournoi tenu à Dunstable, au cours duquel de nombreux magnats et chevaliers sont rassemblés, vraisemblablement pour y coordonner l'opposition baronniale face au roi Édouard. Cependant, Mortimer ne s'implique pas à cette époque dans le conflit entre Édouard II et son cousin Thomas de Lancastre, leader officiel des barons mécontents et adversaire acharné de Pierre Gaveston. Il est globalement favorable à la politique entreprise par le roi et s'abstient de prendre parti pour les Ordonnateurs menés par Lancastre lorsqu'il font sommairement exécuter Gaveston pour haute trahison en 1312, à la fureur d'Édouard. Ainsi, on sait qu'il soutient son souverain lors de ses campagnes infructueuses en Écosse en lui envoyant notamment des troupes galloises issues de ses baronnies des Marches lors de l'expédition du roi contre Robert Bruce pendant l'essentiel de l'année 1311. Au cours de l'année 1313, Roger Mortimer voyage au nom du roi en Gascogne pour y régler les contentieux au sein de l'administration anglaise locale. De retour en Angleterre, il prend part en juin 1314 à l'offensive menée par Édouard II en Écosse qui vise à déloger Bruce et qui s'achève par la catastrophique défaite de Bannockburn. Le baron de Wigmore est capturé par les Écossais alors qu'il couvre avec le comte de Pembroke la fuite du roi. Le roi d'Écosse le libère cependant sans rançon et le charge de ramener en Angleterre le sceau royal et les cadavres du comte de Gloucester et du baron de Clifford, abandonnés par les Anglais sur le champ de bataille.
Le roi d'Angleterre se montre généreux envers le baron de Wigmore en récompense des nombreux services que celui-ci rend à la couronne. Dès août 1309, Mortimer reçoit la charge de défendre Cwmwd Deuddwr au pays de Galles et, en février 1310, le commandement du château de Builth, situé à un lieu stratégique au centre du Galles. Édouard s'inquiète en effet de la sécurité de cette région, qui a souvent été en rébellion contre la domination anglaise lors des dernières décennies. En conséquence, en février 1316, Roger participe à la répression anglaise à la suite du soulèvement du Gallois Llywelyn Bren dans le Glamorgan. Toutefois, tandis que Llywelyn Bren est exécuté deux ans plus tard, en 1318, par Hugues le Despenser le Jeune et ce en dépit d'une promesse de la part de Mortimer qu'il serait gracié par le roi, le baron de Wigmore dispense le pardon royal à plusieurs insurgés, dont Llywelyn ap Madog ap Hywel. En raison des succès militaires de Roger Mortimer en Irlande, le roi lui accorde la tutelle du jeune James Audley et, en décembre 1316, le baron fiance son pupille à sa fille Jeanne. Parallèlement, Roger commence à négocier des alliances avantageuses pour ses nombreux enfants. En juin 1316, il parvient à marier son fils aîné et héritier Edmond à Élisabeth, une des filles du baron Bartholomew de Badlesmere, qu'il part secourir dès le mois suivant lorsque Badlesmere, qui est connétable de Bristol, est attaqué par les citoyens mécontents de cette même ville. Badlesmere paie la somme de 2 000 marcs à Mortimer pour le mariage de leurs enfants, tandis que Roger accorde en retour aux jeunes mariés plusieurs possessions dans le Somerset, le Buckinghamshire et les Marches galloises. En avril 1319, il fait épouser sa fille Maud au fils de John Charleton, en échange de quoi il reconnaît la souveraineté de Charleton sur le Powys. Le mois suivant, une autre de ses filles, Marguerite, se marie avec Thomas, héritier du puissant baron des Marches Maurice de Berkeley, qui est un solide allié local du baron de Wigmore. Grâce à ces nombreux mariages, Roger Mortimer élargit son influence et son autorité en Galles et dans l'ouest de l'Angleterre.
Roger entame véritablement sa carrière politique en Angleterre en mai 1318, à la suite de son retour d'Irlande. Il cite son expérience militaire dans la seigneurie irlandaise et son amitié avec Bartholomew de Badlesmere, qui acquiert progressivement une influence croissante auprès d'Édouard II, pour revendiquer une place prépondérante dans la gestion des affaires du royaume. Il est probable que Mortimer garde encore en 1318 l'attitude neutre qu'il avait adoptée lors du conflit entre le parti de la cour et les grands du royaume au sujet de Gaveston entre 1308 et 1312. Même s'il entretient de bonnes relations avec les principaux fonctionnaires de la cour, il ne se lie pas avec les nouveaux favoris royaux, afin de ménager le puissant comte de Lancastre. Il semble davantage plausible qu'il se soit engagé aux côtés de Pembroke et de Badlesmere dans les négociations entamées en avril 1318 afin de réconcilier le roi et Lancastre. En juillet 1318, il obtient même des favoris royaux, tels Roger Damory ou Hugh Audley, qu'ils restituent les présents que leur a faits Édouard et ce dans le but de satisfaire Lancastre qui exigeait depuis plusieurs années cette rétrocession. Mortimer profite également de ce contexte pour obtenir le 20 juillet 1318 du roi un mariage fort profitable pour sa fille Catherine, qui est fiancée le 19 avril de l'année suivante avec le jeune comte de Warwick, fils et héritier de Guy de Beauchamp, un proche allié du comte de Lancastre. En ce qui concerne la réconciliation entre le roi et Lancastre, le baron de Wigmore figure au sein de la délégation qui mène du 29 juillet au 1er août 1318 d'intenses négociations pour soutirer un rapprochement entre les deux cousins. Les efforts des barons modérés sont couronnés de succès, puisqu'est signé le 9 août suivant le traité de Leake. En vertu de cet accord, un conseil de seize seigneurs est institué pour soutenir le roi et superviser les mesures du gouvernement du royaume. Roger Mortimer est à cette occasion choisi pour figurer parmi les quatre barons membres de ce conseil et reçoit la lourde tâche de réformer les finances au sein de la cour royale.

### Carrière militaire  en Irlande

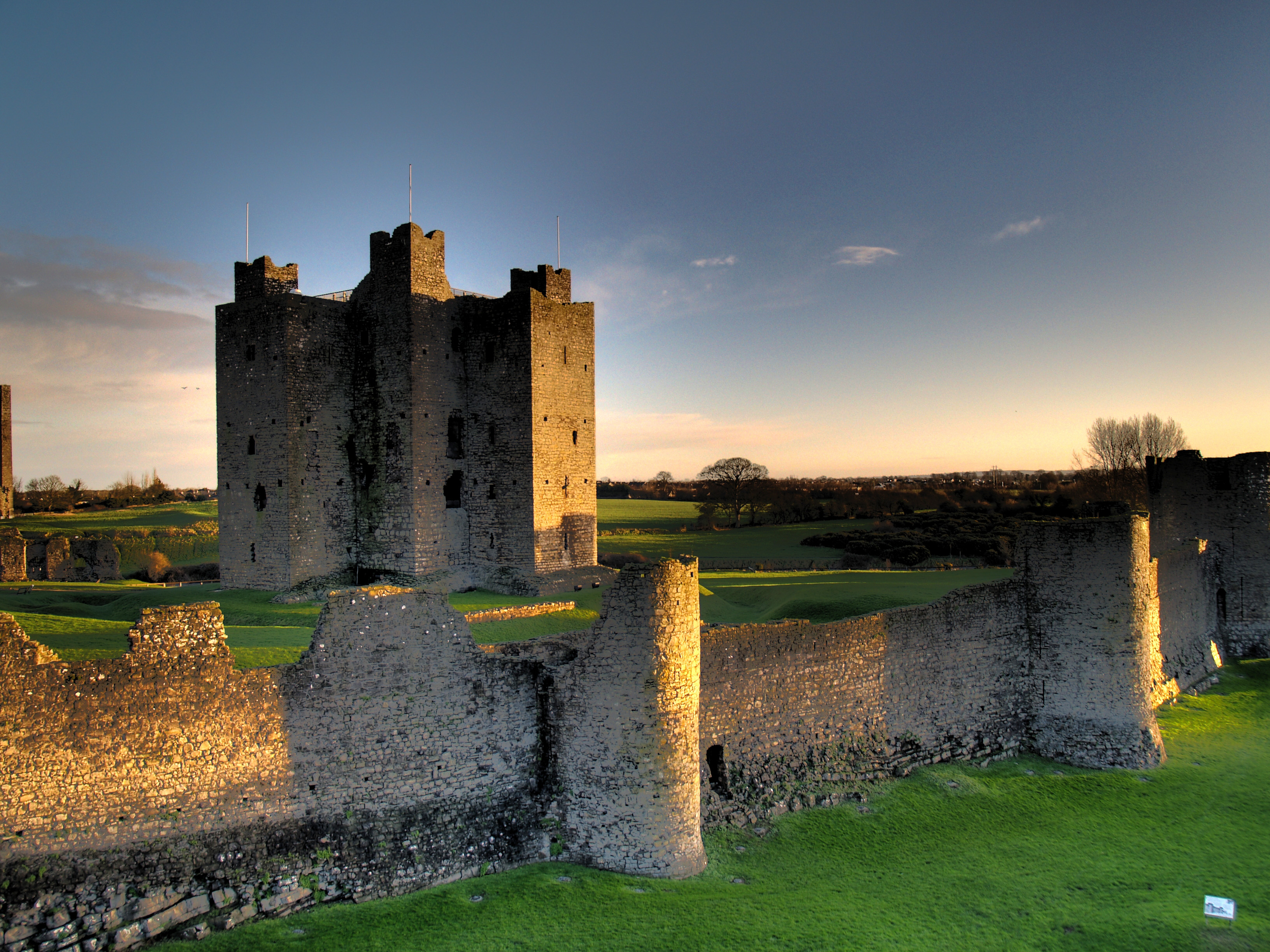
Ruines du château de Trim, l'une des principales possessions irlandaises de Roger Mortimer.

Si Roger Mortimer est actif en Angleterre sous le règne d'Édouard II et davantage encore à partir de 1320, il sert la couronne principalement en Irlande dès l'automne 1308. Devenu l'un des plus puissants nobles anglo-irlandais grâce à l'héritage de son père et de celui du grand-père de son épouse, Roger se rend pour la première fois en Irlande en octobre 1308, accompagné de son épouse Jeanne, pour y gérer ses possessions. Il y retourne à deux reprises en 1309 et 1310 et cherche à confirmer ou à élargir les privilèges de ses biens. Le plus important qu'il puisse acquérir concerne la restauration des libertés de Trim, qui peut désormais posséder ses propres chancellerie et trésorerie. Il entre toutefois en conflit avec la famille de Lacy au sujet de l'héritage de sa femme, car les Geneville détiennent plusieurs de leurs biens des Lacy. Ces derniers incitent vivement les Écossais, à la suite de leur triomphe à Bannockburn en 1314, à envahir l'Irlande afin d'y déstabiliser l'autorité du roi d'Angleterre. Le 26 mai 1315, le frère cadet du roi d'Écosse, Édouard Bruce, débarque à Larne et est immédiatement proclamé roi d'Irlande par ses partisans locaux, dont les Lacy. Mortimer lève rapidement une armée pour rejeter à la mer les envahisseurs mais est vaincu à la bataille de Kells en novembre 1315. Son allié le comte d'Ulster, Richard de Bourg, est également mis en déroute par l'armée de Bruce. Retranché dans Dublin,, le baron de Wigmore rentre en précipitation avec le prélat John Hotham en Angleterre à la fin de l'année 1315 pour informer le roi d'Angleterre de la situation alarmante. Mortimer passe les mois suivants dans ses possessions galloises et se met à la disposition de la couronne. Finalement, le 23 novembre 1316, le roi Édouard II le nomme Lord lieutenant d'Irlande, sans doute grâce à l'intervention du comte de Pembroke en sa faveur, et le charge de trois missions : expulser Édouard Bruce d'Irlande, écraser les rébellions des seigneurs irlandais et résoudre les querelles dans le baronnage anglais local. Il lui confie une immense armée avec laquelle Roger, parti d'Haverfordwest au pays de Galles, revient en Irlande le 7 avril 1317, date de son débarquement à Youghal.
Roger Mortimer passe une année complète à accomplir sa mission avec énergie. Dès mai 1317, il libère et reçoit le soutien indéfectible du comte d'Ulster. Ensuite, Roger bat et exile la famille Lacy de Rathwire, qui est soupçonnée de collaboration avec Bruce pour tenter de récupérer l'héritage de Jeanne de Geneville. Il tient une assemblée parlementaire près de Dublin au mois de juin suivant et conduit plusieurs attaques contre les insurgés irlandais réfugiés dans les montagnes de Wicklow. Mortimer s'acquitte de ses tâches avec succès et réussit à rétablir l'autorité anglaise dans le sud et le sud-ouest de l'Irlande. Lorsque le baron de Wigmore est rappelé en Angleterre le 5 mai 1318, Édouard Bruce est toujours retranché dans le nord-est de l'île à Carrickfergus, mais solidement affaibli. Bruce est vaincu et tué quelques mois plus tard, le 14 octobre, lors de la bataille de Faughart par le comte de Louth et l'archevêque Alexander de Bicknor. Roger Mortimer ne reste guère longtemps en Angleterre et est reconduit dans son poste de Lord lieutenant en mars 1319. Le roi lui confie par ailleurs l'administration de Roscommon et d'Athlone. En juin 1319, Mortimer reprend ses fonctions en Irlande, mais poursuit désormais une politique bien plus clémente et transigeante à l'égard du peuple irlandais. Ainsi, il accorde par exemple à chaque Irlandais la possibilité de se subordonner aux lois anglaises plutôt qu'aux lois irlandaises traditionnelles. En mai 1320, le baron Mortimer tient un nouveau Parlement à Dublin, qui prend plusieurs mesures afin de maintenir la domination anglaise et de restaurer l'administration locale affaiblie par l'invasion d'Édouard Bruce. Pour améliorer le système politique de la seigneurie d'Irlande, Roger commissionne plusieurs enquêtes pour déterminer quels éléments de la législation d'Angleterre devraient être appliqués en Irlande. En septembre 1320, il rentre en Angleterre, mais ce n'est qu'en février 1321 qu'il est officiellement remplacé en tant que Lord lieutenant. Afin de préparer efficacement sa propre succession, Roger Mortimer signe un contrat le 11 février 1321 dans lequel il lègue ses biens irlandais à son fils cadet Roger, à l'occasion du mariage de celui-ci avec Joan, fille du comte de Carrick. Roger s'arrange de ce fait pour conclure une alliance sérieuse avec l'un des principaux comtes irlandais.

### Guerre des Despenser et emprisonnement
Lorsque Mortimer retourne définitivement d'Irlande en septembre 1320, la situation politique anglaise a considérablement évolué depuis son départ en juin 1319. Hugues le Despenser l'Aîné et son fils Hugues le Jeune ont su acquérir depuis la fin de 1318 une énorme influence auprès d'Édouard II et s'en sont servis pour accroître tant leur pouvoir que leurs richesses. L'ascension démesurée de Despenser le Jeune menace particulièrement les seigneurs des Marches galloises car il cherche à étendre ses possessions du Glamorgan. Il existe de plus un conflit personnel entre Mortimer et Despenser le Jeune, en raison de l'exécution illégale du rebelle Llywelyn Bren par Despenser au début de 1318 alors que Mortimer avait obtenu du roi sa grâce deux ans auparavant. Mais la rivalité entre les deux hommes a une origine bien plus profonde, car Despenser aurait juré de venger la mort de son grand-père Hugues, tué par celui de Mortimer à la bataille d'Evesham en 1265. Les tensions entre les deux hommes s'exacerbent en novembre 1320 au sujet de l'héritage de Gower. Le seigneur de Gower Guillaume VII de Briouze, en proie à des difficultés pécuniaires, désire vendre son titre. Plusieurs seigneurs des Marches lui proposent de lui racheter son bien, tels Despenser le Jeune, Roger Mortimer de Wigmore ou encore son oncle Roger Mortimer de Chirk. Son gendre John de Mowbray proteste et cherche à défendre son héritage. Finalement, Despenser demande au roi de lui céder Gower en lieu et place du bénéficiaire. Contre le droit et la loi, Édouard II confisque Gower qu'il offre à son favori, déclenchant immédiatement la fureur de la plupart des barons. En réaction, les seigneurs des Marches s'allient contre Despenser : à leur tête se trouvent les barons Mortimer de Wigmore et de Chirk, le comte de Hereford et les barons Berkeley et Audley. Les adversaires du favori royal, aussi surnommés « Contrariants », entrent en contact avec le comte de Lancastre pour s'opposer aux velléités de Despenser le Jeune. Pendant ce temps, le roi Édouard prie à plusieurs reprises mais sans succès ses vassaux de préserver la paix et de se disperser en mars et avril 1321.
En dépit des injonctions royales, les barons des Marches prennent les armes, attaquent et pillent les possessions de Despenser le Jeune dans le Glamorgan au cours d'une campagne-éclair, menée du 4 au 9 mai 1321. Mortimer conquiert ainsi les châteaux de Cardiff et de Clun – ce dernier appartient au cousin de Mortimer, le comte d'Arundel Edmond FitzAlan, qui est pourtant un solide allié de Despenser. À Clun, Roger Mortimer reçoit l'hommage des vassaux du comte d'Arundel. À la suite de l'éclatement de leur révolte, Mortimer et ses alliés s'adressent une nouvelle fois à Lancastre. Le 28 juin, ils rencontrent le comte Thomas lors d'une réunion à Sherburn-in-Elmet, au cours de laquelle Lancastre accepte de soutenir les Contrariants. Mortimer conduit ensuite ses troupes vers Londres, ses hommes arborant des uniformes verts à manches jaunes, qui sont les couleurs du baron de Wigmore. Mais Roger ne peut entrer dans la capitale, bien que ses troupes en fassent le siège à partir du 29 juillet. Cette insurrection pousse cependant les Contrariants, menés par Thomas de Lancastre, à exiger du souverain l'exil de ses favoris le 1er août. La situation devenant explosive, le comte de Pembroke conseille au roi de céder. Le 14 août, Édouard II est contraint de prononcer le bannissement perpétuel des Despenser. Quelques jours plus tard, le 20 août, le Parlement convoqué à la demande des Contrariants les gracie pour les infractions qu'ils ont commises sur les possessions de Despenser le Jeune au cours du mois de mai précédent. Néanmoins, Lancastre et les barons de l'opposition ne réussissent pas à consolider leur victoire. Dès le mois d'octobre 1321, le roi contre-attaque et assiège le château de Leeds, défendu par l'épouse du baron Badlesmere. Les Mortimer et Hereford réunissent une armée pour aller secourir Leeds, mais sont découragés d'une telle entreprise par Lancastre, hostile à Badlesmere. À la suite de la capitulation de Leeds, les Contrariants se rencontrent à Pontefract à la fin du mois de novembre et défendent à Édouard de rappeler les Despenser d'exil. Ils n'arrivent cependant pas à définir une approche coordonnée face à l'offensive royale.
Dès le mois de décembre 1321, le roi rappelle d'exil ses favoris et conduit une armée vers l'ouest afin de soumettre une fois pour toutes les seigneurs des Marches. Ces derniers se retranchent derrière la Severn et attendent vainement l'aide promise par Lancastre. Même si les Mortimer et Hereford parviennent à conquérir et incendier la ville de Bridgnorth ainsi qu'à en détruire le pont au-dessus de la Severn au cours d'une attaque nocturne, l'immense armée royale se dirige un peu plus vers le nord et franchit le fleuve le 14 janvier 1322 à Shrewsbury. Après avoir mené de longues négociations, Mortimer et son oncle se rendent le 22 janvier. On ignore les véritables causes de leur capitulation face à l'armée royale. Selon certains contemporains, ils auraient abandonné le combat après avoir reçu la promesse des comtes d'Arundel et de Richmond d'avoir la vie sauve. Selon d'autres, ce seraient les comtes de Pembroke, de Surrey et de Norfolk qui leur auraient offert cette garantie. Il est possible que les Mortimer se soient également retrouvés à court d'argent pour poursuivre les hostilités, notamment parce que plusieurs de leurs châteaux ont été attaqués par des partisans gallois du roi. Toutefois, la raison principale de l'effondrement de la rébellion des Marches résulte sans doute dans le manque de cohésion des insurgés et l'absence de soutien de la part du comte de Lancastre. Une fois les derniers seigneurs des Marches enfuis ou capturés, Édouard II envoie ses prisonniers dans différentes forteresses royales : les Mortimer sont incarcérés à la tour de Londres le 13 février, tandis que les autres sont enfermés dans le château de Wallingford. Le roi poursuit sa répression contre les derniers Contrariants et attaque Lancastre. Ce dernier est décisivement vaincu et capturé lors de la bataille de Boroughbridge le 16 mars 1322. Il est exécuté le 22 mars, tout comme nombre de ses partisans. De retour à Londres, Édouard convoque un tribunal présidé par le maire Hamo de Chigwell afin de statuer sur le sort des Mortimer. Le 14 juillet 1322, la cour condamne à mort les deux prisonniers pour haute trahison. Le verdict est toutefois commué par le roi en incarcération perpétuelle à la tour de Londres le 22 juillet.

### Fuite, alliance avec Isabelle de France et déchéance d'ÉdouardII
En dépit de la surveillance étroite de la forteresse, Roger Mortimer de Wigmore réussit à s'évader de la tour de Londres le 1er août 1323, grâce à l'aide du lieutenant Gérard d'Alspaye. Les complices de Mortimer droguent auparavant le vin du connétable Stephen Segrave et de la garnison, partis festoyer à la chapelle royale de Saint-Pierre-aux-Liens. Mortimer perce un trou dans le mur de sa cellule puis passe sur le toit de la tour, avant d'utiliser une échelle de corde fournie par un complice et de s'échapper par la Tamise. Roger atteint rapidement Douvres puis prend un navire pour la France, alors que le roi Édouard fait mettre sa tête à prix. Les écrivains victoriens émettent l'hypothèse que la reine Isabelle de France – l'épouse d'Édouard II, désormais une adversaire implacable des Despenser – aurait déjà été en relation avec Mortimer à cette époque, et qu'elle l'aurait aidé à s'évader, mais il n'existe aucune preuve certaine de cette allégation avant qu'ils ne se rencontrent à Paris en 1325. Le baron de Wigmore se réfugie auprès du roi de France Charles IV le Bel, qui l'accueille chaleureusement et refuse de l'extrader vers l'Angleterre, comme le lui réclame Édouard. On sait que Roger fait en France ses retrouvailles avec son troisième fils Geoffroy qui, contrairement aux autres membres de sa fratrie, n'était pas en Angleterre lors de la rébellion de son père au début de 1322 et a échappé au destin de ses frères, incarcérés sur ordre du roi Édouard II. Mortimer semble toujours constituer une menace pour le roi d'Angleterre, puisque des rumeurs d'une révolte dans les Marches galloises et d'un complot pour assassiner le roi circulent peu après sa fuite en France. On perd sa trace jusqu'en décembre 1325 ; il est possible qu'il se soit entretemps rendu en Allemagne. En mars 1325, la reine Isabelle se rend elle-même en France pour y conclure la paix entre son époux Édouard et son frère Charles au sujet de la Gascogne. Elle est rejointe en septembre par son fils aîné, le futur Édouard III, qui doit rendre au nom de son père l'hommage pour la Gascogne au roi de France. C'est à la cour de France que la reine rencontre Roger Mortimer, où ils entament peut-être une relation adultérine.
Les historiens ont beaucoup spéculé sur la date à laquelle la reine et Mortimer sont entrés en relation,, mais aucun indice ne permet de suggérer une quelconque association avant février 1326, date à laquelle Édouard II en est informé par l'évêque d'Exeter Walter de Stapledon. La protection de son frère Charles IV contre un éventuel attentat des Despenser sur sa personne joue sans doute un rôle décisif dans le rapprochement de la reine avec Mortimer. À l'instigation de son nouvel allié, la reine refuse de retourner en Angleterre aussi longtemps que les Despenser y règnent en maîtres. Les deux alliés organisent une cour anglaise en exil à Paris, à laquelle adhèrent plusieurs Contrariants réfugiés en France, mais aussi le prince héritier Édouard et le comte de Kent Edmond de Woodstock, demi-frère du roi d'Angleterre. Mortimer refuse fermement les tentatives de conciliation que propose au cours des mois suivants le pape Jean XXII entre le roi Édouard et son épouse, et – selon certaines rumeurs défendues par les Despenser – aurait même menacé Isabelle de lui trancher la gorge si elle retournait auprès de son époux. Le scandale des relations d'Isabelle avec Mortimer les oblige finalement à quitter la cour de France au cours de l'été 1326. Ils se rendent en Hainaut, à la cour du comte Guillaume Ier. Celui-ci, en échange des fiançailles du prince Édouard avec sa fille Philippa, leur procure une flotte d'invasion ainsi qu'une armée de mercenaires. Édouard II, qui craint désormais une invasion de son royaume, fait en représailles emprisonner des proches de Roger Mortimer, comme son épouse Jeanne qui est enfermée à Pontefract ou sa mère Marguerite de Fiennes qui est recluse dans un prieuré du Bedfordshire. Cela n'empêche cependant pas Mortimer de communiquer secrètement avec ses partisans en Angleterre et de coordonner l'insurrection imminente contre le roi Édouard. Le baron de Wigmore embarque pour l'Angleterre depuis Dordrecht le 22 septembre 1326, accompagné de la reine, du prince héritier et de ses partisans et avec sous ses ordres 1 500 hommes. Les insurgés débarquent deux jours plus tard à l'embouchure de l'Orwell, dans le Suffolk, et entreprennent leur campagne contre le régime d'Édouard II et des Despenser.

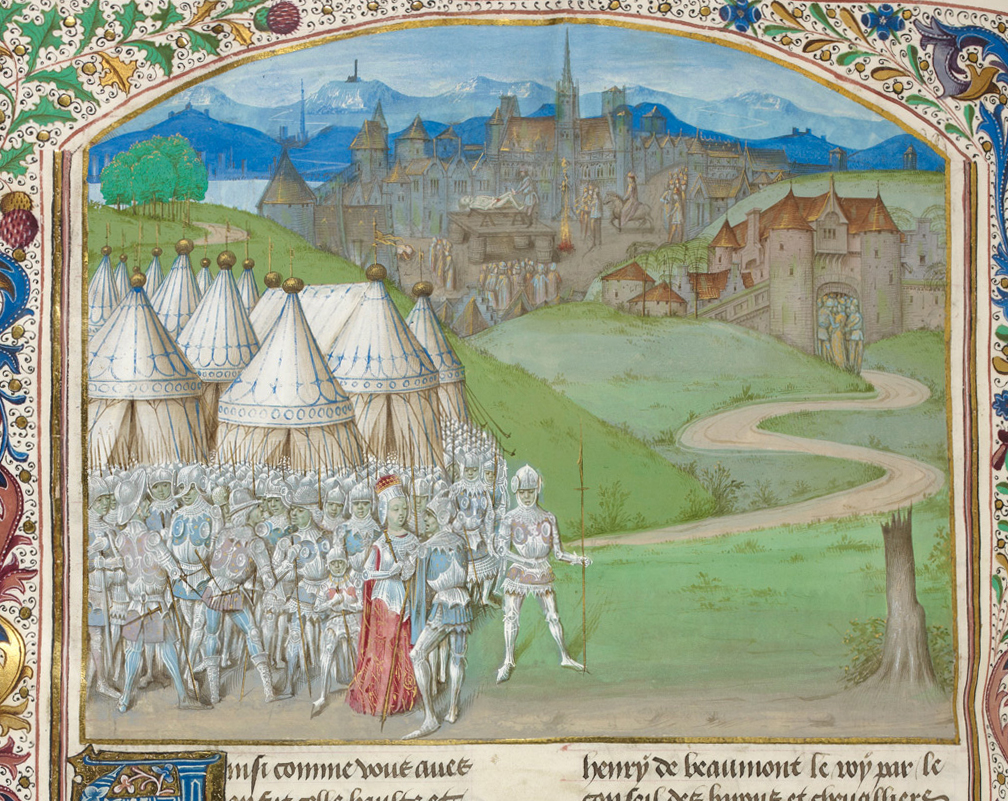
Roger Mortimer et la reine Isabelle, à la tête de leurs troupes pour aller renverser Édouard II. L'exécution d'Hugues le Despenser le Jeune est représentée à l'arrière-plan. Manuscrit du XIVe siècle.

Aussitôt que la nouvelle du débarquement des Contrariants se diffuse, de nombreux barons et prélats viennent se joindre à leurs forces, tels les comtes de Norfolk – autre demi-frère du roi Édouard – ou de Leicester – frère cadet et héritier de Thomas de Lancastre. Leur progression n'est pas entravée, d'autant que le roi et les Despenser ont quitté en hâte Londres le 2 octobre. La répression contre les partisans d'Édouard II est sanglante : l'évêque Stapledon est massacré dans la capitale le 15 octobre, Despenser l'Aîné est exécuté à Bristol le 27 octobre, le comte d'Arundel à Hereford le 17 novembre. Édouard II et Despenser le Jeune sont interceptés dans une forêt du pays de Galles le 16 novembre. Despenser est ramené à Hereford où, le 24 du même mois, il est condamné à un supplice cruel : il est pendu, traîné sur la claie et équarri. Isabelle et Mortimer sont désormais les nouveaux dirigeants de l'Angleterre. Ils célèbrent fastueusement la Noël 1326 avec le prince Édouard et leurs partisans à Wallingford. Le baron de Wigmore se rend ensuite à Londres et réunit le 7 janvier 1327 un Parlement afin de statuer sur le sort d'Édouard II. Mortimer, très populaire à Londres, harangue ses partisans et soutient la destitution du roi en faveur de son fils aîné. En remerciement pour leur appui, il accorde aux Londoniens plusieurs privilèges, ainsi qu'une nouvelle charte. Le roi, enfermé à Kenilworth par son cousin le comte de Leicester, est informé de sa déchéance le 20 janvier et renonce à ses droits au trône en faveur de son héritier. L'abdication est proclamée le 25 janvier à Londres et, le 1er février suivant, le couronnement du jeune Édouard III est organisé. Au cours de celui-ci, le comte de Leicester – peu après restauré dans son titre de comte de Lancastre – adoube trois des fils de Roger Mortimer, Edmond, Geoffroy et Roger. Le 3 avril 1327, le roi déchu, qui constitue toujours une menace au pouvoir des régents, est extrait de la garde du comte de Lancastre et remis au gendre de Mortimer, Thomas de Berkeley. Le 23 septembre suivant, la mort du souverain destitué est annoncée, et les rumeurs d'un mystérieux assassinat circulent rapidement. Mais aucune preuve ne permet de suggérer que le baron de Wigmore ait ordonné la mise à mort d'Édouard II, en dépit des nombreux complots visant à libérer ce dernier de prison, ni même que l'ancien roi se soit évadé et réfugié en exil sur le continent jusqu'à sa mort,.

### Exercice de la régence au nom d'ÉdouardIIIet enrichissement personnel
Même s'il exerce officieusement un semblant de régence au nom d'Édouard III, l'autorité de Mortimer ne dispose d'aucune légitimité. Il ne détient entre 1327 et 1330 aucun poste officiel au sein de l'administration royale et n'appartient même pas au conseil de régence du jeune roi. Mais, en raison de son statut de commandant en chef de l'insurrection contre les Despenser, les autres barons lui rendent hommage et, par l'intermédiaire de ses proches alliés, tels l'évêque de Hereford Adam Orleton et Oliver Ingham, il dispose d'une influence notable au sein du conseil. Par ailleurs, le baron de Wigmore reste avant tout l'allié principal de la reine-mère Isabelle, d'autant qu'il ne retourne pas vivre auprès de son épouse Jeanne de Geneville – qui lui offre cependant des présents et lui rend quelques visites à la cour. Officiellement, il réside en tant que parent du roi à la cour royale et reçoit à ce titre une pension. Toutefois, l'omniprésence de Mortimer auprès du roi lui vaut rapidement d'être la cible de nombreuses accusations : il lui est reproché par exemple de ne pas laisser le roi parler en public sans son autorisation et de lui dicter ses décisions en conseil. Presque tous les chroniqueurs contemporains décrivent son insatiable avidité en terres et en pouvoir, ce qui le propulse peu à peu au rang de magnat du royaume à la fin de sa vie. Au cours de sa régence, Roger semble se désintéresser complètement des affaires extérieures du royaume et cherche à affermir son pouvoir en Angleterre. Ainsi, à la suite d'une campagne infructueuse contre l'Écosse en juillet et août 1327, Mortimer reconnaît l'indépendance de l'Écosse en échange d'une indemnité de guerre lors du traité d'Édimbourg-Northampton, ratifié le 1er mai 1328. Quant à la question épineuse de la Gascogne avec la France, il préfère renoncer à la principauté de l'Agenais et payer une compensation au roi de France. Ces choix politiques impopulaires, additionnés à la cupidité d'Isabelle et Mortimer, creusent les finances du royaume : à la chute de Roger en octobre 1330, les 61 921 £ trouvées dans le trésor d'Édouard II à son abdication ont quasiment disparues.
Après son avènement au pouvoir, Roger Mortimer accroît ses propres possessions, en particulier en Galles, dans les Marches et en Irlande. Il s'empare d'abord des biens de ses adversaires. Dès le 15 décembre 1326, il prend le contrôle de Denbigh, auparavant aux mains de Despenser l'Aîné. Le 12 juin 1327, il contraint la veuve de Despenser le Jeune, Éléonore de Clare, à lui remettre l'administration du Glamorgan. Le 13 septembre 1327, il occupe Oswestry et Clun dans le Shropshire, qui étaient détenues par le comte d'Arundel. Il s'arrange également pour que la reine Isabelle se réapproprie le 2 septembre 1329 les terres de Montgomery et de Builth, confisquées par Édouard II en mars 1326. En avril 1330, Isabelle lui fait elle-même présent de Montgomery. Par ailleurs, Roger s'empare des biens de son oncle Roger Mortimer de Chirk, décédé incarcéré dans la tour de Londres le 3 août 1326. Même si le baron de Chirk a un fils – lui aussi prénommé Roger –, le baron de Wigmore se saisit de ses terres de Chirk, de Blaenllynfi et d'un tiers de St Clears, et déshérite de ce fait son propre cousin. Roger exerce de plus une forte emprise en Irlande, grâce à l'héritage de son épouse. En dépit de sa séparation avec Jeanne de Geneville, leur union n'est pas annulée et Mortimer demeure l'un des plus grands propriétaires terriens anglais d'Irlande. Il y jouit d'ailleurs d'un immense prestige, en raison de sa conduite chevaleresque lors de l'invasion écossaise entre 1315 et 1318. Lorsque la paix est signée avec l'Écosse en 1328, le baron de Wigmore se consacre énormément à affermir son pouvoir sur l'Irlande. Après de longues négociations, il réussit à réconcilier plusieurs nobles anglo-irlandais profondément divisés. En octobre 1328, il nomme James Butler comte d'Ormonde et, en août 1329, Maurice FitzGerald comte de Desmond. Ces deux puissants comtes irlandais affichent en remerciement leur soutien sans faille à Mortimer. Néanmoins, Roger ne néglige pas pour autant ses propres intérêts en Irlande. Il assume lui-même la tutelle du jeune comte de Kildare et dispose de la jouissance de son mariage. En juin 1330, le baron de Wigmore déclare que les comtés de Meath et de Louth seront désormais directement subordonnés à la juridiction royale et parvient ainsi à étendre son autorité au-delà de ses propres biens, essentiellement répartis autour de Trim.
En Angleterre et en Galles, Roger Mortimer élargit ses propres pouvoirs en obtenant la tutelle de plusieurs héritiers mineurs. Il dirige entre autres l'administration des cantrefs de Cemais et de Bychan au nom de son pupille et gendre James Audley. Il reçoit de plus la garde du jeune Lawrence Hastings, héritier de Pembroke, Abergavenny et Cilgerran, et de son gendre Thomas de Beauchamp, héritier du comté de Warwick et seigneur d'Elfael. Face à ces nombreuses tâches, le baron de Wigmore obtient des pouvoirs étendus de la part du roi et est nommé le 22 février 1327 justiciar de Galles, titre qui lui est en définitive accordé à vie le 8 juin 1328, en addition avec celui de justiciar des diocèses de Llandaff et St David's. Il est également chargé de maintenir l'ordre dans le Worcestershire, le Herefordshire et le Staffordshire, et est nommé connétable de Bristol le 16 août 1330. Grâce à cette accumulation de fonctions, Roger détient un pouvoir sans précédent dans les Marches et, à partir de mai 1330, recueille une pension annuelle sur ses revenus de 500 marcs. Le baron de Wigmore se permet dès lors un faste et une arrogance illimités, qui s'illustrent notamment par de gigantesques festins qu'il organise à Bedford et à Wigmore au cours de l'année 1328. Son propre fils Geoffroy se moque de son père en le nommant « le Roi des Fous ». Mais l'événement le plus somptueux que Roger puisse offrir reste sans conteste le grand tournoi donné en l'honneur du roi et de la reine-mère à Hereford à l'été 1329, au cours duquel il marie respectivement ses filles Agnès et Béatrice avec Lawrence Hastings et Édouard, fils du puissant comte de Norfolk. Les mariages de ses enfants que prépare Mortimer au cours de sa régence démontrent son ardeur à vouloir s'allier avec les plus puissants magnats d'Angleterre. En octobre 1328, Roger convoque le Parlement à Salisbury et, de concert avec la reine-mère Isabelle, s'y fait proclamer comte de March. Le choix de ce titre, nouvellement créé, suscite tant la surprise que la convoitise. C'est en effet la première fois qu'un comté anglais n'est pas nommé d'après une ville, puisque le nouveau titre de Mortimer désigne l'ensemble des Marches galloises. Peu après son élévation, Mortimer commence à percevoir la somme annuelle de 10 £ sur les revenus de la couronne dans le Shropshire et le Staffordshire.

### Chute du pouvoir et exécution
L'hostilité de la noblesse anglaise envers Roger Mortimer se manifeste véritablement à partir de l'automne 1328. Le comte de Lancastre, pourtant allié avec le baron de Wigmore au cours des événements de 1326, ne tarde pas à se quereller avec lui. Lancastre lui reproche tout d'abord sa politique étrangère désastreuse, en particulier les paix humiliantes avec la France et l'Écosse. Mais c'est surtout l'usage du pouvoir, la morgue, l'ambition et la convoitise du comte de March qui excitent bientôt la jalousie et la rancœur des principaux barons du royaume. Lancastre est de plus outré par sa mise à l'écart progressive du conseil de régence. Déjà, en avril 1327, Mortimer s'était méfié de l'influence du puissant magnat et lui avait retiré la garde d'Édouard II. Lors du Parlement de Salisbury en octobre 1328 au cours duquel Mortimer est fait comte de March, Lancastre s'absente volontairement de l'assemblée, dominée par les partisans de Roger, et réunit ses propres soutiens à Londres, où il dépose plusieurs accusations à l'égard de son adversaire. Le comte de March réussit cependant à rallier à sa cause les comtes de Norfolk et de Kent, oncles d'Édouard III, et part en campagne contre Lancastre, qui est abandonné par ses alliés et contraint de se rendre en janvier 1329. Les insurgés sont pour la plupart graciés et condamnés à des amendes colossales. La mainmise de March sur le pouvoir semble assurée jusqu'à ce qu'une conspiration du comte de Kent contre le gouvernement royal soit révélée au Parlement de Winchester en mars 1330. Kent semble avoir cru que son frère Édouard II était toujours en vie et a cherché à renverser l'administration de Mortimer. Roger réagit promptement et saisit l'occasion d'éliminer son rival, qui est exécuté après un procès controversé. Les principaux membres du complot s'exilent quant à eux en France. Après la mort de Kent, March cherche à davantage consolider son pouvoir et s'empare d'une partie des biens confisqués, mais le meurtre judiciaire du comte ne fait qu'aggraver les tensions politiques et irrite de nombreux seigneurs du royaume. Se sentant menacé, Mortimer s'assure ensuite en mai 1330 d'être toujours accompagné de ses redoutables gardes du corps gallois.
Au cours de l'année 1330, l'autorité de la reine-mère Isabelle et de Roger Mortimer devient profondément instable et réside principalement dans la terreur qu'ils font régner parmi les barons. L'arrogance du comte de March, son non-respect du protocole à la cour et la condamnation injuste du comte de Kent achèvent de faire basculer le roi Édouard III, âgé de 17 ans et dorénavant déterminé à exercer le pouvoir, dans le cercle de l'opposition. Des rumeurs accusent bientôt Mortimer d'aspirer lui-même à la couronne. Voulant éviter le sort funeste de son oncle, Édouard rallie secrètement ses proches amis et planifie un nouveau complot contre les régents. Soutenu principalement par ses compagnons d'armes William Montagu, Ralph de Stafford et Robert d'Ufford, le roi organise activement à partir de l'automne 1330 son coup d'État contre le comte de March. L'occasion de renverser Mortimer se présente au début du mois d'octobre lorsqu'un Parlement est convoqué à Nottingham. Roger a vent d'une possible conjuration contre lui et fait mener une enquête auprès de l'entourage du roi pour l'étouffer, mais n'a pas conscience de son imminence. Par précaution, il loge avec Isabelle et Édouard III dans le château, pendant que les autres barons sont hébergés à une lieue au moins de la ville. Le soir du 19 octobre, le commandant du château introduit les conjurés dans l'enceinte de la forteresse via un tunnel secret. Rejoints par le roi, ils pénètrent avec fracas dans la chambre d'Isabelle et de Mortimer après un bref combat contre ses gardes du corps. Malgré l'intercession de la reine et sa célèbre supplique : « Beau fils, grâce pour le gentil Mortimer », le comte de March est saisi et incarcéré à la tour de Londres. Le lendemain de cette spectaculaire arrestation, Édouard III fait informer ses vassaux qu'il gouverne dès à présent sans régent et transfère le Parlement à Londres pour y juger Roger Mortimer. Les proches du régent destitué, dont ses fils, sont peu après capturés par les soldats du roi.

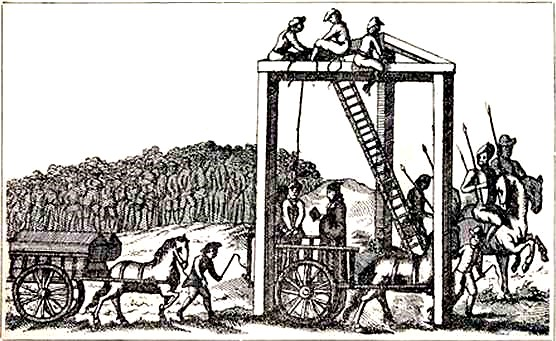
Mortimer est condamné à subir le châtiment d'un simple criminel et est pendu au gibet de Tyburn.

Enfermé pendant plus d'un mois à la tour de Londres, le comte de March est inculpé le 26 novembre 1330 de quatorze chefs d'accusation. Il est entre autres accusé d'avoir alimenté la discorde entre le roi Édouard II et la reine Isabelle lors du séjour de celle-ci en France et ce, dans le seul but d'exercer illégalement les tâches du gouvernement du royaume. Il lui est ensuite imputé l'assassinat d'Édouard II au château de Berkeley après sa déposition. Il est par ailleurs dénoncé par ses détracteurs pour avoir dilapidé les nombreux biens de la couronne et usurpé l'autorité royale du jeune Édouard III. Enfin, il est incriminé dans la condamnation injuste du comte de Lancastre après sa rébellion ainsi que dans le verdict illégal prononcé à l'encontre du comte de Kent pour un forfait que celui-ci n'avait même pas commis. Au cours de son procès, Mortimer n'est pas autorisé à parler pour se défendre contre ces allégations et est en fin de compte condamné à mort. Il semble avoir cependant confessé que la sentence à l'encontre de Kent était injuste. Trois jours plus tard, le 29 novembre, il est pendu à Tyburn, où sont exécutés la plupart des condamnés de droit commun. Son corps reste suspendu au gibet deux jours et deux nuits entiers à la vue de tous,, avant d'être amené à l'église franciscaine de Coventry puis restitué à sa veuve Jeanne de Geneville, qui l'inhume finalement dans le prieuré familial de Wigmore. À la mort de Roger Mortimer, ses vastes possessions sont confisquées par la couronne, mais son épouse parvient à obtenir pour lui un pardon royal en 1336 et est finalement enterrée à ses côtés en 1356. Leur fils aîné et héritier Edmond bénéficie de la clémence d'Édouard III et reprend le contrôle de l'essentiel des biens paternels au cours de l'année 1331. Le comté de March sera finalement recréé en faveur du petit-fils de Roger, également prénommé Roger, en 1354. À travers son fils aîné, Roger Mortimer de Wigmore est l'ancêtre des derniers rois Plantagenêts, d'Édouard IV à Richard III. Par la fille d'Édouard IV, Élisabeth d'York, il est aussi l'ascendant de tous les monarques anglais depuis Henri VIII, de tous les rois écossais depuis Jacques V, et de tous les souverains britanniques depuis Jacques VI d'Écosse et Ier d'Angleterre.

## Postérité
De toutes les chroniques du XIVe siècle, seules les Annales de Wigmore ont loué les entreprises de Roger Mortimer et le considèrent comme un homme d'État généreux et énergique. Les autres chroniqueurs et les historiens des XIXe et XXe siècles ont sévèrement condamné son ambition démesurée et ses abus lors de sa présence à la tête du gouvernement du royaume. Toutefois, il ne faut pas nier que Mortimer a sécurisé l'Irlande lors de sa lieutenance et y a restauré l'autorité anglaise grandement affaiblie. Il convient également de noter qu'il a tenté de combiner des éléments du droit irlandais traditionnel avec la Common Law anglaise. Son expérience en tant que lieutenant a certainement contribué au fait qu'il a été reconnu comme l'un des meilleurs dirigeants ou gouverneurs anglais en Irlande pendant plusieurs siècles. En ce qui concerne sa politique pacifique adoptée en Écosse, Mortimer a réussi, en dépit de l'échec de la campagne anglaise de l'été 1327, à mettre fin aux conflits incessants avec Robert Bruce. Dénoncé comme une « paix honteuse » (turpis pax en latin) par ses adversaires politiques, le traité conclu au début de l'année 1328 démontre cependant avec évidence que Roger a su faire preuve de réalisme en gérant le lourd fardeau écossais, hérité du roi Édouard Ier, et mettre fin à une guerre extrêmement longue et coûteuse. En revanche, Mortimer n'a disposé de son vivant d'aucun prestige en Galles, où il était décrié comme un personnage avide et impitoyable. À la suite de la capitulation de Mortimer en janvier 1322, de nombreux Gallois auraient menacé Édouard II de se rebeller si Roger venait à être pardonné et auraient sans succès demandé au roi de l'exécuter lors de son procès quelques mois plus tard. S'il avait vécu sous le règne d'un roi fort et habile, Mortimer serait certainement demeuré un simple baron et militaire anglais. Mais, en raison de la situation politique désastreuse en Angleterre à partir de 1320 et grâce à ses relations avec la reine Isabelle, Mortimer est devenu en 1326 régent d'Angleterre. Il s'est comporté à partir de cette date comme un politicien égoïste, avide et vaniteux, et, à cause de ses abus et de son ambition excessive, a finalement détruit la réputation de sa propre famille.
Roger Mortimer apparaît de manière récurrente ou épisodique dans de nombreuses œuvres consacrées à Édouard II, à Isabelle de France ou à Édouard III. Il est généralement dépeint dans ces fictions comme l'instigateur de l'assassinat d'Édouard II. Le premier écrivain à s'intéresser à Mortimer est le dramaturge Christopher Marlowe dans sa pièce Édouard II, dont Bertolt Brecht s'inspirera largement dans La Vie d'Édouard II d'Angleterre. Le comte de March y est représenté comme le commanditaire de l'assassinat du roi déchu et Marlowe est vraisemblablement le premier auteur à répandre le mythe selon lequel Édouard aurait été tué par l'insertion d'une pièce de cuivre dans son anus, ce qui aurait eu le bénéfice de faire apparaître sa mort comme naturelle. La ruse utilisée à cette fin est exemplaire de duplicité, puisque la missive donnant l'ordre funeste à ses geôliers, rédigée en latin et sans ponctuation, peut avoir deux sens antinomiques : « Eduardum occidere nolite timere bonum est ». En français : « Ne tuez pas Édouard, il est bon de craindre... de faire cette chose » ou bien : « Ne craignez pas de tuer Édouard, c'est chose bonne ». Dans l'adaptation de la pièce par Derek Jarman dans son film Edward II en 1991, Roger Mortimer est incarné par Nigel Terry et exposé comme un sadomasochiste qui prend plaisir à torturer Pierre Gaveston et Hugues le Despenser. Mortimer apparaît aussi brièvement au début du roman Un monde sans fin de Ken Follett et est interprété par Hannes Jaenicke dans l'adaptation télévisée de 2012. Enfin, Roger est l'un des principaux personnages des cinquième et sixième romans de la suite historique et romancée Les Rois maudits de Maurice Druon, intitulés La Louve de France et Le Lis et le Lion. Druon lui attribue l'assassinat, dans des conditions atroces, de l'ancien roi Édouard II ainsi que le piège qu'il tend au comte de Kent afin de se débarrasser de ce dernier. Le comte de March est joué respectivement dans les adaptations télévisées de la série en 1972 et en 2005 par Claude Giraud et Bruno Todeschini.

## Descendance
Roger Mortimer et son épouse Jeanne de Geneville ont quatre fils et huit filles, dont les mariages consolident la puissance de la famille Mortimer au sein du royaume d'Angleterre.
- Edmond Mortimer (1302 ou 1303 – 16 décembre 1331), épouse Élisabeth de Badlesmere : leur arrière-petit-fils Roger Mortimer (1374-1398 ; père d'Anne) sera l'héritier des droits légitimes au trône d'Angleterre ;
- Marguerite Mortimer (2 mai 1304 – 5 mai 1337), épouse Thomas de Berkeley, 3e baron Berkeley ;
- Roger Mortimer (1305 ou 1306 – avant le 27 août 1328), épouse Jeanne Butler ;
- Maud Mortimer (1307 – après 1345), épouse John Charleton, 2e baron Cherleton ;
- Geoffroy Mortimer (1308 ou 1309 – avant le 5 mai 1376), épouse Jeanne de Lezay : souche de la branche française des seigneurs de Couhé, en Poitou ;
- John Mortimer (1310 – 1328) ;
- Jeanne Mortimer (1311 ou 1312 – entre 1337 et 1351), épouse James Audley, 2e baron Audley ;
- Isabelle Mortimer (vers 1313 – après 1327) ;
- Catherine Mortimer (vers 1314 – 4 août 1369), épouse Thomas de Beauchamp, 11e comte de Warwick ;
- Agnès Mortimer (vers 1317 – 25 juillet 1368), épouse Lawrence Hastings, 1er comte de Pembroke ;
- Béatrice Mortimer (vers 1319 – 16 octobre 1383), épouse Édouard de Norfolk, puis Thomas de Brewes, 1er baron Brewes ;
- Blanche Mortimer (vers 1321 – 1347), épouse Pierre de Grandison, 2e baron Grandison.